# Bataille de Bu'ath
La bataille de Bu'ath à Médine, en 617, a été la dernière et la plus sanglante bataille de la guerre dite de Hāthib  qui a eu lieu avant l'arrivée de Mahomet entre les tribus arabes de Yatrib, celles de Banu Aus ou Aws et Banu Khazraj, dans le quartier sud-est de l'oasis appartenant à la tribu juive de Banu Qurayza.
Des tribus juives se sont installées dans le Hedjaz. Ils seraient venus par vagues successives après la prise de Jérusalem, capitale de Juda, en 597 av. J.-C. par Nabuchodonosor II, les persécutions des juifs par Hadrien (136 ap. J.-C.),la conquête de Jérusalem par Titus (70 ap. J.-C.) et également l'attaque de Pompée le Grand (64 av. J.-C.). 
Dans cette région, vivaient également des tribus arabes bédouines,.

## Contexte historique régional
Les colonies juives étaient certainement nombreuses sur toute la côte nord-ouest de ce qui est de nos jours l'Arabie Saoudite. Mais seules quelques-unes sont connues. Elles se trouvaient à Taima, Fadak, Kaibar, Wadi al-Kura et proche de Médine (Yatrib). C'est dans ce lieu que les juifs étaient le plus nombreux. La tribu la plus puissante était celle des Banu Kainuka dans le nord de la ville qui possédait un marché à leur nom, celle des Banu al-Nadhir, proches et celles des Banu Qurayza installée à l'est. Ces deux dernières se disaient des descendants de la famille d'Aaron. En plus de la construction de leurs villages et des palmeraies, elles avaient construit des forteresses, pour se protéger des pilleurs et razzias. . 
Deux tribus arabes s'installèrent vers 300,  Banu Aws et Banu Khazraj qui venaient des côtes du sud (Yémen). Elles construisirent également des forteresses et s'allièrent avec les tribus qui vivaient là et des tribus bédouines nomades de la région.
Les juifs différaient peu des Arabes et avaient adopté certaines de leurs coutumes et même leurs noms qui étaient en majorité purement arabiques.
Bien que l'oasis soit fertile, les terres cultivables étaient rares. Les tribus furent prises dans un cycle de compétitions hostiles pour la possession des ressources, ce qui provoqua des conflits récurrents. Des alliances se formaient et s'opposaient. 
La bataille de Bu'ath est restée dans l'histoire,.

## La bataille de Bu'ath
Les Aws qui avaient fait alliance avec les tribus juives de Banu Nadir et Banu Qurayza, ainsi qu'avec les bédouins arabes de la tribu Muzayna avait pour chef
Hudayr ibn Simak. Leurs adversaires étaient conduits par Amr ibn al-Numan. Ils étaient constitués de la majorité de la tribu Khazraj et les tribus bédouines de Juhayna et Ashja. 
Le clan des Aws de Haritha et le chef des Khazrajite Abdullah ibn Ubayy sont restés neutres.
Les Aws et leurs alliés ont dû faire retraite. Ensuite ils contre-attaquèrent et furent en mesure de battre les Khazraj. Les chefs des deux partis furent tués.
Malgré cette victoire, le résultat de cette bataille est resté une trêve fragile.